# Битка код Новшића
Битка код Новшића, или Бој на Новшићу (алб. Beteja e Nokshiqit) је била битка за контролу над Плавом и Гусињем вођена 4. децембра 1879. године између снага Књажевине Црне Горе предвођених Војводом Марком Миљановим и локалних проосманских снага, међу којима су биле и нерегуларне јединице Призренске лиге, којима је командовао Али-паша Гусињски.  
Призренска лига се састојала углавном од Албанаца из Плава и Гусиња у Скадарском вилајету и албанских добровољаца из Косовског вилајета . 
Ова битка је услиједила након црногорско-турског рата 1876–1878 . Османско царство је избјегавало да обезбједи услове за мирну предају Плава и Гусиња Црној Гори, како је договорено Берлинским споразумом (1878). Да би поправили своју позицију на Берлинском конгресу, а касније и избјегли испуњење својих обавеза према условима споразума, Османлије су незванично подржале и наоружале Призренску лигу која је окупила најмање 14 000–15 000 проосманских нерегуларних војника и добровољаца. Дјелови Плава и Гусиња су били претежно насељени муслиманима и Албанцима који су се противили присаједињењу претежно православној Црној Гори. Сакупљали су новчане приходе и плаћали су поглаварима сусједних албанских племена која су припадала Призренској лиги како би их подржали својим снагама. Снаге Призренске лиге стављене су под команду османског кајмакама Гусиња, Али-паше. 
Црногорске снаге од четири батаљона са 4 000 - 6 000 људи биле су распоређене дуж линије разграничења у близини села Велика и Мурино. До краја новембра 1879. године, окупљене црногорске снаге су биле под директном командом владе на Цетињу и поштовале упутства црногорске владе да користе статичну и дефанзивну тактику. Почетком децембра 1879. црногорски књаз Никола именовао је Марка Миљанова за команданта. 4. децембра 1879. године, напади на Велику прерасли су у битку када су црногорске снаге напредовале на османску територију. Два батаљона под командом Миљанова брзо су напредовала, а да нису осигурали своје бокове. Снаге Призренске лиге су их напале из заседе и опколиле код села Новшићи. После неколико сати борбе, стигла су додатна два црногорска батаљона под командом Тодора Миљанова Вуковића и ослободила снаге под Марком Миљановим из окружења и обезбједили им повлачење. Обје стране су претрпјеле значајне жртве.
Године 1880, Османлије су уступиле Црној Гори морску луку Улцињ, умјесто два града Плав и Гусиње. Пошто су Османлије потпуно изгубиле контролу над Призренском лигом, распустиле су је и уништиле њихове снаге у априлу 1881. године. Али-паша Гусињски је унапријеђен на положај мутасарифа Пећког санџака и додјељена му је титула беглербега . Након жестоких неслагања са Књазом Николом 1882. године, Миљанов је одлучио да се повуче из јавног живота у свој родни Медун. Црна Гора је 1912. године почетком Првог балканског рата и званично ослободила Плав и Гусиње.

## Позадина

### Берлински споразум и Призренска лига
Битка код Новшића је услиједила након црногорско-турског рата (1876-1878) у којем су Османлије поражене. Османско царство је признало de jure независност Црне Горе, која је добила одређена територијална проширења. Према Берлинском споразуму, територије Плава и Гусиња (до тада дио Скадарског вилајета Османског царства), додијељене су Црној Гори, у компензацији за територије које је Црна Гора освојила у Херцеговини током рата. До октобра 1879. године, црногорске снаге су имале могућност да умарширају у подручије без наилажења на отпор. Међутим, када је Црна Гора спремила војску, Османлије и Велике силе су интервенисале и зауставиле их, под изговором избјегавања могућих сукоба. Дипломатија Аустроугарске сматрала је да ће Црна Гора искористити Плав и Гусиње да оствари своје територијалне аспирације према подручију Метохије. Овакав сценарио је удружио претходно непријатељске стране, Османско царство и Призренску лигу. Муслиманско становништво Плава и Гусиња је било у страху да би припајањем Црној Гори имало исту судбину као муслиманско становништво у Никшићу и Колашину.
Османлије су званично хтјеле да испоштују обавезе из споразума, али су у стварности подржавале Призренску лигу.
У наредном периоду је извршена велика мобилизација становништва и наоружавање  истог са подручија Скадарског и Косовског вилајета, што је изазвало дипломатску осуду Уједињеног Краљевства.

## Увод у сукоб

### Црногорске снаге
До краја новембра 1879. године, врховна команда црногорске војске боравила је на линији разграничења према Плаву и Гусињу, а на њеном челу се налазио Војвода Божо Петровић. На крају новембра, Књаз Никола га је отпустио са ове позиције и повукао, уз образложење да је његов боравак тренутно непотребан. Књаз је потом поставио Војводу Марка Миљанова за командира црногорских снага на овом подручију. Миљанов је постављен као припадник оближњег племена Кучи, који је добро познавао терен Плава и Гусиња као и обичаје локалног становништва.
Миљан Вуков Вешовић, старији Војвода из Васојевића, постављен је за савјетника Миљанову и стациониран у Андријевици. Према неким тврдњама, постоји могућност да је Књаз Никола вјеровао или знао да би евентуална успјешност и побједа у сукобу донијела мало славе Црној Гори међу локалним становништвом и међународном заједницом, док би евентуални пораз значајно оштетио углед црногорских команданата. По тој тврдњи, из овог разлога је уклонио члана своје династије са мјеста команде, те на то мјесто поставио Миљанова и Вешовића (обојица његови политички непријатељи). Неки аутори чак и тврде да је Књаз поставио Миљанова да предводи заузимање Плава и Гусиња, знајући да ће бити нападнути од знатно јачих снага, прижељкујући смрт свог политичког непријатеља.
Марко Миљанов је био врло ентузиастичан поводом шансе да заузме Плав и Гусиње. Био је убијеђен да ће казнити Али-бега Гусињског због његових недјела. Вешовић га је упозорио да буде опрезан зато што би Али-бег Гусињски могао постати Али-паша (што се касније и догодило).
Црногорске снаге су биле организоване по племенским линијама. Након рата са Османлијама, Црна Гора је демобилизирала дјелове својих снага, очекујући мирно преузимање контроле над Плавом и Гусињем. Црна Гора је такође имала недостатак хране и већег броја војника. Црногорске снаге су учествовале у овој бици са 4 батаљона. Два батаљона племена Кучи и Братоножићи су били под директном командом Марка Миљанова и налазила су се у Андријевици, уз линију разграничења близу села Мурино. Два батаљона Васојевића (Морачко-Ровачки и Лијеворијечки) којима је командовао Тодор Миљанов Вуковић налазили су се у Беранама на линији разграничења код села Велика. Имали су укупно између 4 000 и 6 000 војника (од којих око 1 000 није директно учествовало у борбама).

### Снаге Призренске лиге и остале про-османске снаге
У јесен 1879. године, племенски поглавари Плава, Гусиња и околине су формирали Комитет Народног Спаса. Прва одредба комитета је била слање Јакупа Ферија у посјету оближњим албанским племенима како би понудио савезништво. Такође је донешена одлука да ће Фери са собом понијети све новчане донације из Плава како би платио албанским поглаварима да прихвате понуду савезништва. Иако то није наредио комитет, Али-бег Гусињски је наредио и припремио 12-15km дуге и 2m широке ровове.
Про-османске снаге, са око 2 100 бораца, окупиле су се у Гусињу и стављене су под команду Али-паше Гусињског. Познатији команданти про-османских снага укључивали су Јахју Ефенди Мусића (Хаџи Мула Јаха), Јакупа Ферија, Хусеина Бектешевића (Хусеин Бектешај), Омера Башулаја и Хусеин-бега Реџепагића (Хусеин-бег Реџепагај).
Већи дио про-османских снага је мобилизовала Призренска Лига. Османски војни официр Мухтар Паша стигао је у  Призрен у новембру 1879. Тамо је боравио са 15 батаљона. Османлије су информисале Црну Гору да ће војска Мухтар Паше бити искориштена да омогући мирну предају Плава и Гусиња Црној Гори. Црна Гора се побунила код Великих сила уз тврдњу и оптужбу да Османско царство чини супротно од обећаног, те да окупља велику војску као подршку побуњеницима против Црне Горе.
Постоје различите процјене бројности османских снага, укључујући могућност присуства официра и војника регуларне војске Османског царства. Све укупно, Али-паша Гусињски је окупио 10 000-20 000 Албанаца.

## Битка
До битке је дошло након мањег сукоба 4. децембра 1879. године, сличног многим другим који су се одиграли у овом крају од октобра исте године. Тог дана, одред проосманских побуњеника напао је црногорске страже у селу Велика и приморао их на повлачење. Два васојевићка батаљона под командом Тодора Миљанова Вуковића потиснула су нападаче и протјерали их преко линије разграничења, према Плаву.
Иако је црногорским снагама наређено да користе одбрамбену тактику у случају сукоба, Марко Миљанов Поповић је одлучио да искористи овај упад црногорских снага под командом Вуковића и истог дана прешао је линију разграничења напредујући са два батаљона (Кучким и Братоножићким) на територију Плава. Прешли су мост преко ријеке Лим, јужно од села Мурино и брзо напредовали према Плаву и Гусињу дуж ријеке Лим. Црногорске снаге су у почетку напредовале неометано, што их је довело до закључка да нијесу очекиване или да проосманске снаге нијесу добро организоване, па су оставили своје бокове необезбјеђене. Када су стигли до уског дјела долине окружене високим брдима близу села Новшићи, проосманске снаге су их напале. Без обезбјеђених бокова, црногорске снаге су се убрзо нашле опкољене и заглављене у дубоком снијегу. Сатима су одбијале бројне нападе, док су обје стране претрпјеле тешке губитке. Истакнути команданти проосманских снага Јакуп Фери и Омер Башулај, бајрактар Плава, погинули су на почетку битке. Ариф Баши, још један командант проосманских снага из Плава, такође је погинуо у овој бици. Проосманске снаге из Плава су у почетку биле приморане да се повуку све док око 600 бораца из Ругове није напало црногорске бокове из правца Јечмишта. Увече 4. децембра, два васојевићка црногорска батаљона (Морачко-Ровачки и Лијеворијечки) под командом Тодора Миљанова Вуковића стигла су на бојиште у Новшићима и ослободила Миљанове снаге, обезбјеђујући им повлачење. Павле Ровински је извјестио да је у овој бици погинуло 109 црногорских војника, а 115 рањено. Снаге под Вуковићевом командом нијесу претрпјеле значајне губитке. Губици проосманске стране били су око 250 људи. Али-пашине снаге су поразиле црногорске трупе у бици код Новшића, а његове снаге су донјеле око 60 глава у Гусиње.  Неки извори тврде да су побуњеници одрубили главе 220 црногорских војника и 6 мјесеци их држали набијене на штапове.

## Посљедице битке

### Битка код Мурина
Битка код Мурина се догодила око мјесец дана након битке код Новшића, док се османска врховна команда припремала да пошаље војску из Битољског вилајета, под Ахмедом Мухтар Пашом, како би смирила локални отпор анексији. Црногорска војска се премјестила из Пепића у Метеј, гдје су их пресрели побуњеници Призренске Лиге. Након мањег сукоба, црногорска војска се вратила пут Андријевице, а албански побуњеници су спалили Васојевићка села Велика, Ржаница и Пепићи. Обје стране су након битке прогласиле побједу. Књаз Никола је тврдио да је пораз Албанаца "био толико разарајући, да је црногорска војска завршила битку прије него што је пао мрак", даље тврдећи да су носеви 221 погинулог Албанца донешени команданту Тодору Миљановом.

### Исход и значај
Главни исход и утицај битке код Новшића је био јачање утицаја и позиције Призренске лиге и губитак шанси за Црну Гору да у скоријем периоду ослободи Плав и Гусиње.Битка је дјелимично бацила сјенку на репутацију црногорске војске, дајући самопоуздање Албанцима. Обје стране су прогласиле побједу након битке, смањујући број сопствених жртава и повећавајући број непријатељских жртава. Црногорска власт је објавила податак да је погинуло 85 црногорских војника, док је 107 рањено, у односу на 1 000 убијених или рањених Албанаца.
Османски султан је Али-бегу Гусињском дао чин беглербегаи наградио га са довољно новца, којим је изграђена џамија у Плаву, Султанија. Тек након битке код Новшића је османски гувернер Ахмед Мухтар Паша издао проглас којим је позвао становништво Плава и Гусиња на мирно припајање Црној Гори. Пошто је ово, показало се, било немогуће без крвопролића, Османско царство је предало Црној Гори Улцињ 1880. године као компензацију за Плав и Гусиње. Ускоро су Османлије потпуно изгубиле контролу над Призренском лигом која је пала под утицај про-аустријских албанских националиста, те су се Османлије сукобиле и поразиле војску Призренске лиге у априлу 1881. године. Османска држава је дала Али-паши Гусињском шумска подручија због његове одбране Гусиња, а он је заузврат послао непознати број локалних албанских младића на обуку и службу у стражи султана Абдула Хамида II.Османлије су 1881. године Али-паши дале позицију санџакбега Пећког санџака.Плав и Гусиње су остали под Османском контролом до 1912. године када су ослобођени од Краљевине Црне Горе.

## Насљеђе
Битка је инспирисала бројне књижевнике и пјеснике са свих страна учесника сукоба. Осмалније су написале поспрдну пјесму, чији један дио гласи: "Плав се спрда са седморо брда, а Гусиње с књазом на Цетиње".Поезија локалних муслимана је описивала коња Јакупа Ферија како трчи кроз бојиште након његове погибије: "е да видиш коња Феровића, ђе он бјежи низ село Новшиће, на њега се седло искривило, кубурлије крвљу заливене, дизгини се међу...".Албанска епска поезија Lahuta e Malcis, написана 1937. године, помиње битку и Јакупа Ферија, „који се борио и погинуо на бојишту за независну албанску државу.“
Неколико поезија о овој бици написало је и племе Васојевићи. Павле Ровински, руски историчар и болничар у црногорској војсци, објавио је 1902. године пјесму Бојеви у Полимљу, утемељну на пјевањима муслиманског гуслара Османа Абдулаха, поријеклом из племена Кучи. Према овој пјесми, про-османске снаге су укључивале бројна сусједна албанска племена, предвођена њиховим барјактарима. Племе Краснићи је предводио Ман Авдија, племе Гаши Али Ибра, племена из области Дукађин Мустафа, племена из Пећи Махмутбегај и из Ђаковице Саидбегај. Према овој легенди, мало пред битку су напредујуће црногорске снаге примјетиле гуслара Османа Абдулаха како их шпијунира, па су га заробили. Када је објаснио да само жели лично да свједочи бици како би је опјевао, Марко Миљанов је наредио његово пуштање.
12. августа 2014. године је у селу Горња Ржаница у општини Плав подигнут споменик црногорским војницима убијеним у бици.